# Belle de jour
Belle de jour es una película francesa de 1967  dirigida por el español Luis Buñuel, basada en la novela homónima del argentino-francés Joseph Kessel. «Belle de nuit» en francés es una expresión eufemística para referirse a una prostituta en un lenguaje políticamente correcto. También, «belle de jour» es el nombre de una planta, el dondiego de día, cuyas flores solo se abren de día: Kessel juega con los significados de esas palabras.
Escéptico sobre las posibilidades cinematográficas de la novela, Luis Buñuel aceptó llevarla a la gran pantalla con la condición de que se le dejara entera libertad para realizar la adaptación. Ganó un León de Oro en el Festival de Venecia de 1967.

## Argumento
EL filme inicia con una escena sado-masoquista en la cual la bella  Séverine (Catherine Deneuve) es atada a un árbol, y es vejada y azotada por varios hombres, ella sufre  y goza casi al mismo tiempo.
Séverine está casada con un médico a quien ama  pero con el cual es incapaz de mantener relaciones íntimas. Tiene pensamientos y fantasías eróticas, hasta que un día va a una casa de citas y comienza a trabajar allí durante las tardes al mismo tiempo que se mantiene casta en su matrimonio.
La realidad nos presenta la vida burguesa de Severine (Catherine Deneuve). Está casada con un hombre (Jean Sorel) que es el arquetipo de la consumación individual, del éxito. Y además de perfección, es también símbolo de protección. Es tan amable y bondadoso, tan perfecto, que no puede satisfacer los deseos más ocultos de su esposa. Su perfección supone un obstáculo para ella que inhibe el deseo.
Severine goza de todos los bienes deseables: comida, ropa, viajes,... pero es precisamente esa comodidad, esa "normalidad" la que la subyuga. La rutina ha llegado a anular su ser, que desde la infancia ha sido castigado por el orden social, por la moral y por la religión. Esa opresión ha generado en ella traumas que poco a poco y mediante flash-backs se van descubriendo a lo largo del filme.
En cuanto al deseo, este provoca en Severine un desorden interno que choca con el orden externo preestablecido en el que vive: ahí se produce el conflicto que pone en marcha la trama. Belle de jour es la historia de una búsqueda, de un viaje por el interior de una mujer masoquista obsesionada por sentirse poseída, deseada. Y ese deseo por ser deseada, es tan fuerte que afecta a la propia voluntad de la mujer y la conduce a ese juego, a esa doble vida. El riesgo y el peligro, tanto social como físico o moral, que supone convertirse en prostituta la excita y la saca de su monotonía vital.
Pero además, lo que ella verdaderamente anhela es sentirse poseída, dominada. Es tanta la intensidad del objetivo que la empuja a vencer sus miedos, su timidez y su autocensura moral y, con cierta rapidez, aprende a comportarse, hablar y moverse como una profesional. Llegando quizás ya a un extremo en que lo que verdaderamente quiere Severine es sentirse pública, mujer de varios, objeto de transgresión. Por ello incluso permite que la azoten.
Prostituirse parece convertirse en el remedio a su "torturada infancia". La realidad se mezcla en el filme con recuerdos en lo que Severine es toqueteada por un adulto. Sin duda se trata de un trauma. También aparecen escenas en que se imagina que la violan en la actualidad o que fornica bajo la mesa de un restaurante con un amigo de su esposo al que detesta porque siempre muestra especial interés por ella. Toda esa alternancia de secuencias, con diferentes referencias temporales, ayudan a construir el convulso pasado de Severine y que es causa de su pérdida interior actual.
Se puede apreciar cómo Buñuel pretende recrear un sentimiento de subversión. Destacan los siguientes binomios:
- La "impersonalidad" de los clientes del burdel frente al arquetipo que representa el marido de Severine.

- La prostitución como pseudo o falsa liberación a la vida burguesa de Severine, aunque en lo real Severine solo repite el trauma infantil con actitudes de histeria.

Sin duda contrastes que refuerzan la idea de que la prostitución de Severine y su evolución como personaje, confieren a la historia el carácter de viaje iniciático. En ese viaje de Severine, primero se sitúa la introducción en el mundo del burdel, con sus normas. El personaje tiene ideas preconcebidas sobre este ambiente que pueden que se confirmen o se corrijan. De la madama "Anaís" (Geneviève Page) recibe el aleccionamiento necesario. Destacar que es ella precisamente la que dice que lo que Severine necesita es "mano dura", justo lo contrario de lo que le ofrece su marido. A medida que va recibiendo a clientes y adquiere experiencia gracias al sometimiento que éstos ejercen sobre ella, parece que su estado anímico evoluciona favorablemente. Su crecimiento en la fantasía le hará ser más feliz en la realidad. Como la vida real, la fantasía del prostíbulo y los recuerdos de la infancia se van articulando y haciendo que el deseo y el personaje de Severine evolucionen.
Pero para evitar que este triángulo gire de forma indefinida, Buñuel provoca una situación en la trama que la cierra de forma paralela a su apertura: el amigo del marido (Michel Piccoli), quien de forma provocativa e intencionada le dio a Severine la dirección del prostíbulo para satisfacer la curiosidad que ella sentía tras una conversación que habían mantenido, y se puede considerar que había encendido la mecha de su deseo, es quien, en una visita inesperada al burdel, se encuentra con Severine y hace que los dos mundos en los que se movía la protagonista, el real y el fantástico, y que hasta el momento habían llevado trayectorias paralelas, confluyan en tiempo y espacio.
Realidad y fantasía personal chocan y desestabilizan al personaje. Tiene tanta necesidad de vivir esa dualidad que incluso se ofrece para que ese hombre, al que tanto desprecia, la fornique a cambio de guardar silencio. Ofrecimiento que no se debe interpretar como un sacrificio, pues ella misma lo desea en su interior más profundo tal y como aparece en una de las "secuencias" oníricas frecuentes en el filme.
Esta conjunción de las vidas paralelas provocará que Severine abandone el prostíbulo. Su vida real es más poderosa, pero no consigue aplacar el deseo de forma tan sencilla y prueba de esto es que uno de los elementos pertenecientes a la "fantasía" de Severine transgrede la frontera y pasa de un mundo al otro. Se trata del gánster que se había encaprichado de ella en el prostíbulo. Va a visitarla a su casa, la chantajea para que regrese a su "mundo fantástico". En este punto se produce una lucha entre deseo y razón. El final del filme acaba por confirmar lo irreal de su propia construcción: el gánster (Pierre Clémenti) deja a Severine y espera a que el marido de ésta vuelva. Entonces le dispara y le hiere. Después huye y, perseguido por la policía, acaba muriendo.
Se podría interpretar que, a priori, y mediante el sacrificio que  pagado mediante el meretricio (y el marido herido), la razón ha triunfado sobre el goce. E incluso notar que la nueva situación, en la que Severine tiene que hacerse cargo de un marido que ya no es perfecto, supone una manifiesta mejoría en su estado anímico. Sin embargo, el director es Buñuel y en absoluto la comodidad burguesa triunfará sobre él. ¿Qué ocurre cuando súbitamente el marido se levanta a por una bebida y Severine empieza a oír los caballos y el carruaje de la primera secuencia, aquella en la que imaginaba (o recordaba) ser violada? ¿Qué ocurre cuando ella sale al balcón y descubrimos que ya no están en la ciudad sino en una lujosa mansión campestre?. Acorde a la novela del argentino-francés Kessel la novela en cuestión relata principalmente al deseo bastardeado en goce compulsivo y repetitivo. 
La intención de Buñuel, puede ser demostrar que tras una forma de filmar que algunos tacharían de convencional, es capaz de crear una trama en la que realidad y fantasía se mezclan. Así mismo, conduce al espectador a través del viaje de la psicología de un personaje atormentado por los traumas infantiles, por la sociedad en la que vive y azotado por un goce irrefrenable. Sin duda esta película mantiene algunas de las constantes más clásicas de la obra buñueliana como son la visión subversiva de la burguesía hasta mediados del siglo XX ( en este aspecto ciertos aspectos de este filme que resultaron revulsivos y hasta escandalosamente pornográficos en ese año del siglo anterior hoy están banalizados) ya que la cultura actual vigente impuesta a partir de la posmodernidad hace que tal filme pueda parecer algo común a partir del auge de la prostitución filmada que hoy es muy común para el consumo masivo  y, lo que parece más importante: como el deseo esclavizado por medio del goce, mediante la generación de una necesidad, se convierte en el motor que esclaviza al individuo y somete a su voluntad.

## Reparto
- Catherine Deneuve ... Séverine Serizy, alias Belle de Jour
- Jean Sorel ... Pierre Serizy
- Michel Piccoli ... Henri Husson
- Geneviève Page ... Madame Anaïs
- Pierre Clémenti ... Marcel
- Françoise Fabian ... Charlotte
- Macha Méril ... Renée
- Maria Latour ... Mathilde
- Marguerite Muni ... Pallas
- Francis Blanche ... Monsieur Adolphe
- François Maistre ... El Profesor
- Georges Marchal ... Duke
- Francisco Rabal ... Hyppolite

## Análisis

### Uso de la cámara
De la violencia y el ritmo que el cineasta aplicaba a las secuencias de películas anteriores, mediante el uso del travelling, del zum y de la focalización sobre objetos simbólicos, pasa a emplear en esta película una técnica de filmación mucho más sosegada pero que, como medida para contrarrestar tal cambio, posee en su interior una estructura dramática muy turbulenta provocada por el sentimiento de deseo subversivo que azota a su personajes, algo que es constante en sus películas.

### Dirección de actores
Además, antes que destacar la realización llevada a cabo por el director en Belle de jour, hay que prestar atención a su trabajo con los actores, quienes tienen la expresividad justa, tendiendo en ocasiones al hieratismo. Esta economía del gesto servirá para remarcar la importancia de la mirada que, de este modo, adquiere dos significados: por un lado es una forma de vehicular o expresar el deseo interior que crece y, por el otro, denota la pérdida personal a la que se enfrenta el personaje.
Las tres constantes sobre las que se construye la trama son: · Realidad · Fantasía generada por el goce · Recuerdo inducido por el trauma interior.

## Legado
En 2006, el cineasta portugués Manoel de Oliveira lanzó la película Belle Toujours, que representa una secuela simbólica a la película, describiendo un encuentro imaginario a futuro entre los personajes de Séverine y Henri Husson, protagonistas de la obra original.[cita requerida]
En 2010, la revista Empire la colocó en el puesto 56 de su lista de las 100 mejores películas a nivel mundial.